# St. Louis Park
St. Louis Park è un comune degli Stati Uniti d'America, situato in Minnesota, nella contea di Hennepin.